# IC 4665
IC 4665 је расијано звјездано јато у сазвјежђу Змијоноша које се налази на листи објеката дубоког неба у Индекс каталогу.
Деклинација објекта је + 5° 43' 0" а ректасцензија 17h 46m 12,0s. Привидна величина (магнитуда) објекта IC 4665 износи 4,2. IC 4665 је још познат и под ознакама OCL 85.